# Acroria villipes
Acroria villipes là một loài bướm đêm trong họ Noctuidae.